# Тит Манлий Манцин
Тит Манлий Манцин (на латински: Titus Manlius Mancinus) e политик на Римската република през края на 2 век пр.н.е. Произлиза от фамилията Манлии, клон Манцин.
През 108 пр.н.е. или 107 пр.н.е. той е народен трибун заедно с Гай Целий Калд и Луций Лициний Крас. Издава се от Гай Целий Калд закон lex Coelia и се въвежда lex tabellaria, според който гласуването става вече с плочки, а не чрез знак с ръката.
Консули през 108 пр.н.е. са Сервий Сулпиций Галба и Квинт Хортензий, който понеже бил съден няма право да започне службата си и на неговото място избират суфектконсул Марк Аврелий Скавър. Консули през 107 пр.н.е. са Луций Касий Лонгин и Гай Марий.